# Kustaa Salminen
Kustaa Salminen, född 16 september 1885 i Patis, död 6 september 1918 på Sveaborgs fångläger, Helsingfors, var en finsk målare från Helsingfors. 
Kustaa Salminen var befälhavare för Röda gardet vid Satakundafronten under finska inbördeskriget. Under slaget om Tammerfors förorsakade Salminen av misstag en explosion vid de rödas högkvarteret. I explosionen omkom den röda sidans befälhavare i Tammerfors, Hugo Salmela.
Kustaa Salminen togs till fånga och dömdes till döden och arkebuserades av den vita sidan.